# Kalungu (district)
Kalungu is een district in het centrum van Oeganda. Het administratief centrum van het district bevindt zich in Kalungu. Het district telde in 2014 183.232 inwoners en in 2020 naar schatting 194.100 inwoners op een oppervlakte van 795 km². Bijna 80% van de bevolking woont op het platteland.
Het district werd opgericht in 2010 door afsplitsing van het district Masaka. Het grenst aan de districten Gomba, Butambala, Mpigi, Masaka en Bukomansimbi. Het district is opgedeeld in drie town councils (Kalungu, Kyamulibwa en Lukaya) en vier sub-county's.
Het district ligt op de westelijke oever van het Victoriameer. De Katonga stroomt door het district en mondt er uit in het Victoriameer.